# Frans Antonie Stafleu
Frans Antonie Stafleu (né le 8 septembre 1921 à Velsen, mort le 16 décembre 1997 à Utrecht) est un botaniste néerlandais.

## Publications
- (en) Frans A. Stafleu et Richard S. Cowan, Taxonomic literature : A selective guide to botanical publications and collections with dates, commentaries and types, Utrecht, Bohn, Scheltema & Holkema, coll. « Regnum vegetabile » (no 94, 98, 105, 110, 112, 115, 116), 1976–1988, 2e éd., 550 p., TL-2 en sept volumes (ISBN 978-90-313-0224-6 et 90-313-0224-4, ISSN 0080-0694, SUDOC 017733170, présentation en ligne).
- (en) Frans A. Stafleu et Richard S. Cowan, « The Making of a Book : An Interim Report on TL-2 », Taxon, International Association for Plant Taxonomy (IAPT), vol. 28, nos 1/3,‎ avril 1979, p. 77-86 (ISSN 0040-0262, DOI 10.2307/1219562, JSTOR 1219562).